# Blue Sky Black Death
Blue Sky Black Death (abreviado BSBD) fue un dúo de producción con sede en el Área de la Bahía de San Francisco.[cita requerida] Consiste en Ryan Maguire, conocido por su nombre artístico Kingston e Ian Taggart, conocido por su nombre artístico Young Good, o más tarde, Televangel. Son conocidos principalmente por su música hip hop e instrumental, hecha con una mezcla de instrumentación en vivo y sampleos. Su nombre es "una frase de paracaidismo que alude a la belleza y la muerte".

## Historia
Kingston y Young God se conocieron y comenzaron a colaborar en la música en 2003. Young God, trabajando bajo el nombre de Rev. Left, comenzó a producir ritmos para rapear, pero abandonó el rap y comenzó a producir exclusivamente alrededor de 2000. Kingston, trabajando bajo el nombre de Orphan, comenzó su carrera como productor en solitario colaborando con el rapero Noah23 y el colectivo Plague Language. (a la que Young God también contribuyó con la producción). Kingston contribuyó con la producción del álbum debut de Noah23, Cytoplasm Pixel, en 1999, y los dos colaboraron estrechamente hasta Jupiter Sajitarius en 2004, después de lo cual se separaron. En el mismo año, Kingston trabajó en proyectos para Omnipotent Records de Virtuoso. Contribuyó con una serie de pistas para el debut omnipotente programado de Jus Allah, All Fates Have Changed, pero el álbum fue archivado. Las pistas "Vengeance" y "Drill Sergeant" se lanzaron más tarde en el mixtape Dirtnap de BSBD, y varios otros ritmos grabados para el álbum fueron pirateados en el álbum Necronomicon de The Devil'z Rejects. Un ritmo de Kingston, "Supreme (Black God's Remix)" se incluyó en el lanzamiento de Babygrande Records de All Fates Have Changed en 2005.
El dúo, que colaboró inicialmente bajo el nombre de Torso, firmó su primer contrato discográfico con Mush Records en 2005 para lanzar el primer álbum de doble disco del sello. Durante la producción del álbum, el dúo se decidió por su nombre actual. El álbum, A Heap of Broken Images, fue lanzado el 23 de junio de 2006. El primer disco incluía doce pistas instrumentales con una fuerte instrumentación en vivo, mientras que el segundo disco incluía nueve colaboraciones de rap hechas con muestras de hip hop tradicional y un instrumental de cierre. Los invitados incluyeron a Rob Sonic, Mike Ladd, Jus Allah, Sabac Red, Wise Intelligent, A-Plus, Pep Love, Chief Kamachi, Myka 9, Virtuoso, Awol One y Holocaust. El álbum recibió elogios de varias fuentes, incluidas Vapors, Word, Mean Street, UK Hip Hop y Allmusic, y llevó al dúo a "Next 100" de URB. Casi al mismo tiempo, el dúo completó un proyecto colaborativo. con Ceschi Ramos titulado Deadpan Darling, que nunca fue lanzado debido a la pérdida de la mayoría de las mezclas finales en un disco duro dañado. 16 años después, en 2021, se anunció que se recuperó Deadpan Darling y luego se lanzó.

## Carrera
La aclamación recibida por su álbum debut llevó al dúo a firmar un contrato discográfico con el popular sello de rap independiente Babygrande Records a finales de 2006. Su primer lanzamiento en el sello fue una colaboración de larga duración con The Holocaust, titulada Blue Sky Black Death Presents: The Holocaust, lanzado el 5 de septiembre. Holocaust proporcionó todas las voces del álbum sin apariciones especiales, y BSBD proporcionó la producción de cada pista. El álbum incluía el primer sencillo de 12 pulgadas del dúo, "The Ocean / No Image". El siguiente álbum del dúo fue una colaboración con otro afiliado de Wu-Tang, Sunz of Man y Hell Razah, miembro de Black Market Militia. Su álbum Razah's Ladder fue lanzado el 23 de octubre de 2007. A diferencia de The Holocaust, el álbum incluyó apariciones de invitados externos, con Crooked I, Shabazz the Disciple, Ill Bill, Sabac Red y Prodigal Sunn. El dúo se alejó de los paisajes sonoros oscuros presentados en The Holocaust, y en su lugar proporcionó un telón de fondo conmovedor para Razah. Poco antes del lanzamiento de Razah's Ladder, el dúo lanzó su primer mixtape, titulado Dirtnap, con varias colaboraciones inéditas y dos instrumentales de su próximo álbum.
El siguiente lanzamiento del dúo fue su primer proyecto totalmente instrumental, Late Night Cinema, lanzado el 29 de abril de 2008. Los densos instrumentos incluyeron contribuciones de violinistas, organistas, trompetistas, sintetizadores y vocalistas, así como guitarristas, teclados y batería. El álbum recibió grandes elogios de XLR8R, Music-Reviewer, PopMatters, SputnikMusic y RapReviews.com. El escritor de RapReviews, Pedro Hernández, declaró: "Con este álbum, Blue Sky Black Death supera los límites de lo que puede ser la música hip-hop" y lo llamó "escucha esencial". BSBD se mantuvo activo en línea a lo largo de 2008, lanzando dos mezclas de pódcasts instrumentales tituladas Gifts in Jail Vol. 1 y Gifts in Jail Vol. 2, así como una versión descartada de Late Night Cinema titulada Lean Night Cinema.
En junio de 2008, luego de una petición en línea de los fanáticos, Babygrande lanzó los aclamados temas instrumentales de The Holocaust en vinilo y CD. BSBD luego contribuyó con doce de las trece pistas para el álbum debut de MC Gutta, Heads Will Roll, lanzado en Babygrande el 2 de septiembre. El 30 de septiembre, Babygrande lanzó el álbum The Evil Jeanius, combinando la voz de Jean Grae con los ritmos de Blue Sky Black Death. Noviembre vio el quinto lanzamiento del año del dúo, Slow Burning Lights, un proyecto indie pop con el cantante Yes Alexander, que fue grabado y completado dos años antes de su lanzamiento.
Third Party, una colaboración con Alexander Chen de Boy in Static, se lanzó mediante el sello Fake Four Inc. en 2010.
En 2011, Blue Sky Black Death lanzó un nuevo álbum, Noir, por el sello Fake Four Inc.. El dúo también lanzó For the Glory, un álbum en colaboración con el rapero Nacho Picasso, en el mismo año.
En 2012 se lanzaron dos álbumes colaborativos más con Nacho Picasso, Lord of the Fly y Exalted. Actuaron en South by Southwest en marzo de ese año.

## Discografía
- 2006: A Heap of Broken Images
- 2008: Late Night Cinema
- 2011: Noir
- 2013: Glaciers